# Wierzbno (Aleksandrów Łódzki)
Wierzbno (także Wierzbna) – dawna wieś, od 1988 część miasta Aleksandrowa Łódzkiego w województwie łódzkim, w powiecie zgierskim. Leży na zachód od centrum miasta. Przez osiedle przebiega droga krajowa nr 72.
Wierzbno jest sołectwem miejskim.

## Historia
Dawniej samodzielna miejscowość. Od chwili założenia do 1822 roku, miasto Aleksandrów Łódzki nosiło właśnie nazwę Wierzbno. Od 1867 w gminie Brużyca. W okresie międzywojennym należało do powiatu łódzkiego w woj. łódzkim. W 1921 roku liczyło 159 mieszkańców. 27 marca 1924 zniesiono gminę Brużyca, a Wierzbno włączono do nowo utworzonej gminy Brużyca Wielka. 1 września 1933 Wierzbno ustanowiło odrębną gromadę (sołectwo) w granicach gminy Brużyca Wielka. 
Podczas II wojny światowej włączona do III Rzeszy. Po wojnie Wierzbno powróciło do powiatu łódzkiego w woj. łódzkim jako jedna z 20 gromad gminy Brużyca Wielka. W związku z reorganizacją administracji wiejskiej jesienią 1954, Wierzbno weszło w skład nowej gromady Ruda-Bugaj, a po jej zniesieniu 1 stycznia 1958 – do gromady Brużyca Wielka. W 1971 roku ludność wsi wynosiła 231.
Od 1 stycznia 1973 w gminie Aleksandrów Łódzki. W latach 1975–1987 miejscowość należała administracyjnie do województwa łódzkiego.
1 stycznia 1988 Wierzbno (253 ha) włączono do Aleksandrowa Łódzkiego.